# Tatoe todokanu ito da to shite mo
Tatoe todokanu ito da to shite mo (jap. たとえとどかぬ糸だとしても) – manga z gatunku yuri autorstwa tMnR, publikowana na łamach magazynu „Comic Yuri Hime” wydawnictwa Ichijinsha od listopada 2016 do grudnia 2020.

## Fabuła
Uczestnicząc w ślubie brata, Uta w końcu godzi się ze swoim zauroczeniem w Kaoru, która jest teraz jej szwagierką. Uta wkracza w nowy etap swojego życia, mieszkając z bratem i Kaoru, oraz próbując przezwyciężyć swoje nieodwzajemnione uczucia. Jednak, kiedy małżeństwo jej brata przeżywa kryzys, Uta spostrzega, że Kaoru zwierza jej się coraz częściej, sprawiając, że stłumienie uczuć staje się jeszcze trudniejsze.

## Bohaterowie
- Uta (jap. ウタ) – ciężko pracująca licealistka, która próbuje pogodzić się ze swoimi nieodwzajemnionymi uczuciami do Kaoru, przyjaciółki z dzieciństwa, a obecnie jej szwagierki. Czasami czuje, że jest ciężarem dla innych z powodu przemocy słownej ze strony matki.
- Kaoru (jap. 薫瑠) – przyjaciółka z dzieciństwa Uty i Reiichiego. Wyszła za Reiichiego i zamieszkała razem z nim i jego siostrą.
- Reiichi (jap. 怜一) – brat Uty. On i Kaoru umawiali się w liceum i pobrali się rok przed rozpoczęciem historii.

## Publikacja serii
| Nr | Data wydania (język japoński) | ISBN (język japoński) |
| -- | ----------------------------- | --------------------- |
| 1  | 18 maja 2017                  | ISBN 978-4758076692   |
| 2  | 16 listopada 2017             | ISBN 978-4758077538   |
| 3  | 18 lipca 2018                 | ISBN 978-4758078399   |
| 4  | 18 stycznia 2019              | ISBN 978-4758079020   |
| 5  | 16 sierpnia 2019              | ISBN 978-4758079730   |
| 6  | 18 marca 2020                 | ISBN 978-4758021005   |
| 7  | 18 stycznia 2021              | ISBN 978-4758022071   |

## Odbiór
W przewodniku po mangach na sezon jesień 2019 serwisu Anime News Network, Rebecca Silverman wystawiła pierwszemu tomowi ocenę 3/5. Chwaliła tMnR za unikanie robienia historii niemiłosiernie przygnębiającą i melodramatyczną, zamiast tego pokazując, że Uta już zaakceptowała fakt, że jej miłość będzie nieodwzajemniona. Faye Hopper dała pierwszemu tomowi ocenę 4/5, zauważając, że „zajmuje się skomplikowanymi, trudnymi kwestiami z wrażliwością i wdziękiem, które rzadko się widzi, i robi to, będąc zaskakująco jednocześnie lekkim i przyjemnym”. Anime UK News przyznało pierwszemu tomowi ocenę 8/10, chwaląc dojrzałość i szacunek oddany przedstawieniu uczuć Uty.
W 2020 roku seria znalazła się w rankingu najlepiej sprzedających się mang na BookWalkerze.